# V8 (JavaScript-Engine)
V8 ist eine JavaScript-Engine nach dem Standard ECMA-262. Sie wird vom Unternehmen Google unter einer BSD-Lizenz als freie Software veröffentlicht. Ausgeliefert wird sie als Teil des Webbrowsers Google Chrome, kann jedoch auch unabhängig davon verwendet werden. V8 soll die Ausführung von JavaScript-Code beschleunigen.
V8 wird von Googles V8-Team unter der Leitung von Lars Bak hauptsächlich in Googles Forschungslabor in Aarhus (Dänemark) entwickelt, das mit der Universität Aarhus zusammen Forschung an und Entwicklung von virtuellen Maschinen betreibt.

## Technik
V8 wird in der Programmiersprache C++ entwickelt und unterstützt die x86- und ARM-Hardware-Architekturen und Mehrkernprozessoren.
V8 steigert die Leistung zur Laufzeit, indem der JavaScript-Code bei der Ausführung durch sogenannte Just-in-time-Kompilierung zunächst in nativen Maschinencode übersetzt wird. Weitere Leistungsvorteile ergeben sich aus Optimierungstechniken wie dem Einsatz von Inline Caching, das JavaScript-Objekte versteckt, um geteilte Klassen erweitert, und einer sogenannten „exakten automatischen Speicherbereinigung“, die Speicher schnell und in kleinen Portionen zuweist und wieder freigibt, was hierbei längere Wartezeiten vermeidet.
Die Initialisierung der V8 wird durch Snapshots beschleunigt. Bei der Kompilierung der V8 wird eine JavaScript-Umgebung erstellt, serialisiert und durch den JIT vorkompiliert. Das Kompilat wird als Snapshot in die endgültige V8 integriert und dient zur Laufzeit neuen Instanzen der V8 als Vorlage.

## Geschichte
V8 befindet sich seit 2006 in der Entwicklung.
Am 3. Juli 2008 wurde erstmals Quellcode veröffentlicht.
Als V8 am 2. September 2008 als Teil von Google Chrome veröffentlicht wurde, erreichte es im Vergleich mit anderen gebräuchlichen Implementierungen deutlich überlegene Ausführungsgeschwindigkeiten.
In der Folge zogen die Hersteller der anderen verbreiteten Browser daraufhin bald mit ähnlichen Optimierungen nach (wie Mozilla mit den Entwicklungen der Projekte TraceMonkey und JägerMonkey), bis zuletzt auch Microsoft mit der im Internet Explorer 9 enthaltenen überarbeiteten JavaScript-Implementierung zu ähnlichen Ergebnissen kam.
Mit der von Google unter dem Projektnamen Crankshaft entwickelten Technik zur Optimierung des JavaScript-Codes zur Laufzeit wurden nochmals deutliche Leistungssteigerungen erzielt. Sie wurde im Dezember 2010 erstmals vorgestellt und ist in Google Chrome ab der Version 10 enthalten.
2016 erhielt sie den Programming Languages Software Award von ACM SIGPLAN.

## Verbreitung
V8 wird primär für den Einsatz im Browser Google Chrome entwickelt, aber auch in der ereignisgesteuerten Plattform „Node.js“ findet sie Verwendung. Des Weiteren wird V8 im Rahmen des V8CGI-Projektes (mittlerweile umbenannt in TeaJS) als serverseitige Scriptsprache genutzt, und in der neuen Version 5 der Qt-Bibliothek ersetzt V8 die bisher verwendete JavaScript-Implementierung. Das NoSQL-Datenbanksystem MongoDB benutzt V8 als JavaScript-Implementierung. Mit der V8js Extension kann V8 in PHP integriert werden.

## Versionsgeschichte
- 4.5: 17. Juli 2015

- 5.0: 15. März 2016

- 5.8: 20. März 2017[12]
- 6.0: 19. Juni 2017

- 7.0: 15. Oktober 2018
- 7.2: 18. Dezember 2018[13]

- 8.0: 18. Dezember 2019

- 9.0: 17. März 2021